# Küçük Menderes
Küçük Menderes ("Mali meandar", starogrčki: Κάϋστρος, Káÿstros, fra. Caÿstre) je rijeka južno od İzmira u Turskoj. Obično teče prema zapadu i ulijeva se u Egejsko more na plaži Pamucak, blizu Selçuka kod İzmira.
Drevni grad Efez nekoć je bio važna luka na rijeci, ali je tijekom stoljeća sedimentacija postupno ispunila uvalu oko grada. Drevna luka Panormus bila je blizu njegova ušća. Obale su se pomaknule prema moru, a ruševine Efeza sada su oko 8 km u unutrašnjosti od obale.
Njegove pritoke su Fertek, Uladı, Ilıca, Değirmen, Aktaş, Rahmanlar, Prinçci, Yuvalı, Ceriközkayası, Eğridere, Birgi, Çevlik i Keles.
Rijeka je trenutno sjeverno od rijeke Büyük Menderes ("Veliki meandar"); obje su rijeke često mijenjale svoj tok.